# Life on a String
Life on a String è un album di Laurie Anderson pubblicato nel 2001.
I primi tre brani sono tratti dallo spettacolo della stessa Anderson, Songs and Stories from Moby Dick (1999-2000).
Il brano Slip Away è dedicato alla morte del padre.
Tutte le musiche e i testi sono di Laurie Anderson, salvo quanto indicato nelle parentesi.

## Tracce
1. One White Whale – 2:0
2. The Island Where I Come From – 4:08
3. Pieces and Parts – 3:36
4. Here With You – 2:22
5. Slip Away – 5:50
6. My Compensation – 2:28 (Anderson, Skúli Sverrisson)
7. Dark Angel – 3:22
8. Broken– 3:19
9. Washington Street – 4:41
10. Statue of Liberty – 4:24
11. One Beautiful Evening – 5:05
12. Life on a String – 2:57